# 알바당
알바당(영어: Alba Party, 스코틀랜드 게일어: Pàrtaidh Alba)은 스코틀랜드의 민족주의, 독립 지지 성향 정당이다. 2021년 2월 창당되었으며 전 스코틀랜드 장관 앨릭스 새먼드가 대표로 있다. 정당명인 '알바' (Alba)는 스코틀랜드 게일어로 스코틀랜드를 뜻하며, '스코틀랜드당'이란 뜻이 된다.
2021년 3월 스코틀랜드 의회 선거를 앞두고 비례대표 후보 정당으로 나섰으며 새먼드 전 장관의 주도로 선거운동에 나섰다. 같은해 3월 27일 영국 하원의 스코틀랜드 지역구 의원 2명이 스코틀랜드 국민당 (SNP)을 탈당하여 알바당에 입당하였고, 2023년 10월 28일에는 애시 리건 스코틀랜드 의회의원이 입당하였으며, 그 밖의 전 SNP 의원들도 입당하였다.
첫 선거인 2021년 선거부터 지금까지 스코틀랜드 의회 선거에서 알바당 후보가 당선된 이력은 없다.

## 역사

### 배경
앨릭스 새먼드는 1990년~2000년, 2004년~2014년 총 두 차례에 걸쳐 스코틀랜드 국민당 (SNP)의 당대표를 역임하였으며 2007년~2014년에는 스코틀랜드 자치정부의 행정수반직을 역임하였다. 2014년 후임 당대표인 니컬라 스터전이 행정수반직을 이어받았으며, 한동안 SNP에 남아 있던 새먼드는 2018년 앨성추행 혐의 논란으로 자진 탈당하였다. 이어진 2020년 3월 재판에서 본인의 혐의에 대해 무죄를 선고받았다. 그해 말 지난 논란으로 인한 니컬라 스터전 현 대표와의 불화설이 제기되면서 새먼드가 스코틀랜드 독립을 지지하는 성향의 신당을 창당할 가능성이 제기되었다. 실제로 새먼드 전 의원은 니컬라 스터전의 '내부집단' (계파)이 자신에 대한 음모를 꾸미고 있다고 비판했다. 또 2020년 7월 실시된 여론조사에서, 2019년 영국 총선에서 SNP에 투표한 유권자 가운데 40%가 새먼드의 신당을 지지한다는 결과가 나왔다.

### 창당
2021년 2월 8일 TV 프로듀서 출신 로리 플린 (Laurie Flynn)이 창당하여 영국 선거위원회에 정식 등록을 마쳤다. 정당명인 '알바' (Alba)는 스코틀랜드 게일어로 스코틀랜드를 뜻한다.
2021년 3월 26일, 새먼드 전 의원은 창당식에서 지난 몇 주 동안 "로리 플린과 기타 정당 사람들과 논의를 거쳐" 입당하였으며 플린의 자리를 대신해 새 당대표로 나설 것이라고 밝혔다. 또 다가오는 스코틀랜드 의회 선거의 후보도 발표하였는데 인버클라이드 시의회에서 SNP 지역당 대표로 활동하였고 이번 선거에서 SNP 후보로 나설 예정이던 크리스 매켈레니 의원을 첫번째 후보로 발표하였다.
3월 26일에는 영국 국회의원으로 있는 케니 매커스킬 의원과 닐 핸비 의원, 코리 윌슨 전 의원이 입당하였다. SNP의 국가 평등 의장인 린 앤더슨(Lynne Anderson)도 탈당하여 알바당에 합류하였다. BBC 스코틀랜드의 정치평론가 글렌 캠벨은 이번 탈당 인사들이 스코틀랜드 자치정부의 성별인식 개혁법안 추진 논란과 관련해, "트랜스젠더의 성별 자기식별이 여성의 권리에 위협이 된다고 우려하는 사람들" 뿐만 아니라, 앨릭스 새먼드 본인이나 스코틀랜드 독립에 대한 인식을 개인적으로 지지하는 인사들도 포함되었다고 해설하였다.

### 2021년 스코틀랜드 의회 선거
2021년 스코틀랜드 의회 선거에서 비례대표 전 권역에 최소 4인의 후보를 비례후보로 내세울 계획이라 밝혔다. 노스이스트스코틀랜드에는 앨릭스 새먼드 대표 본인이, 웨스트스코틀랜드에는 크리스 매켈레니 전 SNP 의원이, 미드스코틀랜드 파이프는 에바 콤리 전 SNP 후보가, 사우스스코틀랜드에서는 신시아 거스리 후보가 나설 예정이었다. 웨스트던바턴셔 의회 SNP 여성대표이자 부대표를 맡고 있는 캐럴라인 맥알리스터도 알바당에 입당하여 웨스트스코틀랜드 후보로 나서기로 했다. 알바당은 스코틀랜드 독립을 지지하는 자치의회의원을 더 많이 선출할 수 있도록, 지역구 투표는 SNP에, 비례대표 투표는 알바당에 투표해줄 것을 주문했다.
2021년 3월 26일 독립을위한행동 (Action for Independence) 대표로 활동중인 데이브 톰슨 전 SNP 자치의회의원은 비례대표 등록을 취소하고 알바당 지지를 표명하였다. 3월 28일에는 위증죄로 유죄판결을 받은 전 자치의회의원이자 독립을위한행동 입당을 고려중이던 토미 셰리던이 알바당에 합류하였다. 3월 29일에는 전 프로복싱 선수 앨릭스 아서가 비례대표 후보로 발표되었으며, 조지 케레반 전 국회의원, 태스미나 아메드셰이크 전 국회의원, 짐 에디 전 자치의회의원 등 SNP 출신 의원들이 알바당에 합류하였다.
니컬라 스터전 SNP 대표는 신당 합류 움직임에 대해, 앨릭스 새먼드 대표가 성추문 논란에 휩싸인 점을 고려하면 공직을 수행하는 데 적합할지 의문이라며 비판적인 공세에 나섰다. 또 새먼드 대표가 성추문으로 고발한 여성들에게 사과를 하지 않는다면 정당 차원의 선거 협약은 없을 것이라고 분명히 했다. 스코틀랜드 녹색당 공동 대표인 로나 슬레이터도 알바당에 대해 “불만 가득한 전 총리가 우리네 총리에 복수하기 위해 만든 정당”이라며 비판했다. 언론인 닐 매케이는 글래스고 지역지 《헤럴드》에 실은 칼럼에서 알바당이 "트럼프주의 정당"이며 "사회보수주의자와 민족주의 근본주의자들의 잡탕"이라 비판했다. 비슷한 시기 알렉스 아서(Alex Arthur) 후보가 백신 반대 성명을 내고, 루마니아인이 뚱뚱하다며 돼지 이모지를 트윗으로 날린 사실이 논란이 되어 당에 대한 비판으로 이어졌다.
선거 결과 알바당의 득표율은 1.7%로 집계되었으며 원내 진입에 실패하였다. 앨릭스 새먼드 대표는 창당된 지 얼마 되지 않아 선거를 치르게 된 만큼 이번 선거 결과도 의의가 있다는 입장을 밝혔다. 스코틀랜드 지역 정치평론가들은 SNP에서 니컬라 스터전 대표에게 가장 비판적이던 사람들이 알바당에 입당하였으므로 오히려 니컬라 스터전 개인에게 있어서는 이득이 되었다고 평가하였다.

### 2022년 스코틀랜드 지방선거
2022년 스코틀랜드 지방선거에서 알바당은 스코틀랜드 전역의 지역의회에 총 111명의 후보를 내면서 최대한 많은 의원이 당선되는 것을 목표로 하였다. 새먼드 대표는 던디의 케어드홀에서 열린 당 공약 발표식에서 알바당의 이름으로 지역의원을 처음 만들어 보겠다는 주요 목표를 제시하였다. 또 선거를 앞두고서 새먼드 대표는 알바당의 의석 확보를 확신한다고 밝혔다.
선거 결과, 알바당은 1차 선호투표에서 0.7%의 득표율을 보이며 의석 확보선에 도달하지 못했다. SNP 출신 의원들은 모두 낙선하였고, 크리스토퍼 매켈레니 사무총장의 득표수는 126표에 그쳤다. 이번 선거 결과에 대해 새먼드 대표는 실망감을 감추지 못하며, 알바당이 당선권에 들 수 있을 만큼 충분한 지지기반을 다지려면 시간이 걸릴 것이라고 밝혔다.

### 이후의 활동
지방선거 직후 가장 큰 득표수를 얻었으나 당선에는 실패한 카만 버트 후보가 탈당 후 SNP에 입당했다. 카만 버트는 SNP에 입당하는 것이 스코틀랜드에 독립과 강력한 자치권을 선사할 수 있는 유일한 방법이라 밝혔다. 같은 날 새먼드 대표는 스코틀랜드 독립이 실현되려면 독립 지지성향의 정당이 모두 다함께 협력해야 한다고 밝혔다. 오는 2023년까지 2차 독립 국민투표가 실시되어야 하며, 그렇지 않으면 스코틀랜드의 정치적 변화가 크게 일어나 알바당이 강력한 영향력을 행사할 것이라고 예상했다.
2022년 12월 정당지지율 조사에서 차기 스코틀랜드 의회 선거에서는 알바당이 의석수 확보에 성공할 것으로 처음 조사되었다. 2021년 스코틀랜드 의회 선거에서 지역구 투표에서 SNP를 뽑았던 유권자의 34%는, 독립 지지 성향의 자치의회의원 비중을 늘리기 위해 권역비례투표에서 알바당에 투표할 것이라고 밝혔다. 당 자체 지지율은 19%에 달하는 것으로 드러났다.
2023년 러더글렌 해밀턴웨스트 지역구의 마가렛 페리어 전 SNP 국회의원이 코로나19 수칙 위반 혐의로 경찰에 소환되는 동시에 의원직을 상실하면서 재보궐선거가 치러지게 되었다. 알바당은 재보궐선거에 후보를 내지 않겠다면서도, SNP가 독립 지지 후보 단일화를 거부한 것을 비판하며 이번 재보궐선거는 SNP가 "독주"할 수 있는 기회가 되어버릴 것이라고 밝혔다. 선거 결과 노동당 후보가 과반수를 득표하며 당선되었다.
2023년 10월 28일 스코틀랜드 국민당 대표 선거에서 후보로 나섰던 애시 리건이 탈당 후 알바당에 합류하였다. 이로서 알바당은 스코틀랜드 의회의원을 확보하여 원내에 입성하게 되었으며, 동시에 애시 리건은 스코틀랜드 의회 내 알바당 대표로 임명됐다. 같은 달 알바당과 앵거스 맥닐 무소속 국회의원 간에 '스코틀랜드 유나이티드' (Scotland United)라는 실무모임이 결성되었다.
2023년 11월 앨릭스 새먼드 대표는 알바당이 2024년 영국 총선에 후보를 내겠다고 밝혔다.

## 정책
알바당은 스코틀랜드 민족주의 성향의 정당으로서, 스코틀랜드 독립을 즉각 실현해야 할 필요가 있다고 인식한다. 이를 통해 "사회적으로 정의롭고 환경적으로 책임 있는" 스코틀랜드를 건설하는 것이 목표임을 밝히고 있다. 그동안 연합왕국 통합의 상징이었던 엘리자베스 2세 여왕의 치세도 끝난 만큼, 스코틀랜드는 아일랜드 대동령과 유사한 권한을 가진, 직선제 국가원수를 두는 공화국이 되어야 한다며, 이를 규정한 성문헌법을 국민투표를 거쳐 확정해야 한다고 제시하고 있다. 또한 스코틀랜드 독립이 실현될 시 유럽자유무역연합 (EFTA)에 가입해야 한다고 밝히고 있다.
사회적으로는 성별 간의 권리, 성별에 따른 권리 사이에 인식된 갈등을 논의하고 토론하기 위해 시민 의회를 구성하여야 하며, 그 전까지는 니컬라스 스터전의 스코틀랜드 자치정부가 추진하는 성별 인식법 개정안에 반대해야 한다는 입장을 취하였다.
정치 성향에 관해서는 당 홈페이지에서 사회민주주의 정당임을 밝히고 있으며, 실질적인 당내 인사 가운데 좌파 계열에는 토미 셰리던, 중도좌파 계열에는 케니 매커스킬 중도우파 계열에는 태스미나 아메드셰이크가 있다.

## 역대 당대표

### 알바당 대표
| 이름 | 이름          | 취임            | 사임            | 사진                                           |
| ---- | ------------- | --------------- | --------------- | ---------------------------------------------- |
| 1    | 로리 플린     | 2021년 2월 8일  | 2021년 3월 25일 |                                                |
| 2    | 앨릭스 새먼드 | 2021년 3월 25일 | 현임            | Accession Council of King Charles III - 19.jpg |

### 알바당 부대표
| 이름 | 이름          | 취임            | 사임 | 사진 |
| ---- | ------------- | --------------- | ---- | ---- |
| 1    | 케니 매커스킬 | 2021년 9월 11일 | 현임 |      |

## 역대 선거 결과

### 스코틀랜드 의회
| 선거   | 권역비례 | 권역비례 | 권역비례 | 총 의석수 | +/– | 순위 | 정부           |
| 선거   | 득표     | %        | 의석     | 총 의석수 | +/– | 순위 | 정부           |
| ------ | -------- | -------- | -------- | --------- | --- | ---- | -------------- |
| 2021년 | 44,913   | 1.7      | 0 / 56   | 0 / 129   |     | 6위  | 원내 진입 실패 |

### 지방선거
| 선거   | 투표 | 투표 | 의석      | +/– | 주 |
| 선거   | %    | 순위 | 의석      | +/– | 주 |
| ------ | ---- | ---- | --------- | --- | -- |
| 2022년 | 0.7  | 7위  | 0 / 1,227 |     |    |